# Lijst van afleveringen van Flikken Rotterdam
Dit is een lijst van afleveringen van de Nederlandse televisieserie Flikken Rotterdam. De serie telt tot nu toe (2025) 8 seizoenen en 80 afleveringen.

## Overzicht
| Nr. | Titel       | Regisseur           | Scenario                             | Datum            | Kijkcijfers |
| --- | ----------- | ------------------- | ------------------------------------ | ---------------- | ----------- |
| 1 | Slachter    | Martin Schwab       | Victor Reinier & Jan Harm Dekker     | 8 januari 2016   | 1.700.000   |
| Een inbraak bij rechercheur Ben Slachter loopt voor de inbreker fataal af. Maar de dag verloopt nog slechter want 2 hooligans gijzelen rechercheurs Dries van Weelden en Esther Wegereef om zo aan 5 kilo coke te komen. Uiteindelijk wordt Slachter geschorst.                                                        |             |                     |                                      |                  |             |
| 2 | Verdwenen   | Martin Schwab       | Henk Apotheker & Jan Harm Dekker     | 15 januari 2016  | 1.554.000   |
| Een TBS-er is ontsnapt tijdens een proefverlof. Dries zet samen met Esther alles op alles om de man weer de kliniek in te krijgen. ondertussen is Ben geschorst en krijgt Stan een nieuwe collega, Lieve Jansons. maar als Stan met Ben afspreekt in een restaurant wordt de avond een nachtmerrie.                    |             |                     |                                      |                  |             |
| 3 | Gemeenschap | Martin Schwab       | Henk Apotheker & Jan Harm Dekker     | 22 januari 2016  | 1.371.000   |
| Esther en Dries onderzoeken een zaak van een verdwenen meisje binnen een gereformeerde gemeenschap. Stan en Lieve onderzoeken ondertussen een zaak rond straatrovers. Maar Stan zit met zijn hoofd te veel bij Ben, waardoor Lieve besluit het onderzoek alleen voort te zetten. Maar of dat verstandig is?            |             |                     |                                      |                  |             |
| 4 | Aanslag     | Pieter Walther Boer | Henk Apotheker & Jan Harm Dekker     | 29 januari 2016  | 1.448.000   |
| Het hele team staat op scherp na de dreiging van een mogelijke aanslag door twee geradicaliseerde meisjes. dan ontdekken ze wie de meisjes zijn, en is het een race tegen de klok. Weten ze die te winnen en ten koste van wat?                                                                                        |             |                     |                                      |                  |             |
| 5 | Ontvoerd    | Pieter Walther Boer | Henk Apotheker & Jan Harm Dekker     | 5 februari 2016  | 1.462.000   |
| Als het alarm afgaat in een museum, denkt de beveiliging dat het door een jongetje komt, maar dan blijkt dat er een bijzonder waardevol schilderij gestolen is. Het jongetje is gekidnapt door de dieven. Stan en Lieve onderzoeken intussen de zware mishandeling van een homo. Nadat hij zijn favoriete bar verliet. |             |                     |                                      |                  |             |
| 6 | Artikel 1   | Victor Reinier      | Victor Reinier                       | 12 februari 2016 | 1.570.000   |
| Een homoseksuele man wordt dood aangetroffen. De man heeft zeer christelijke ouders die zijn geaardheid niet accepteren. Dries en Esther onderzoeken de zaak. Stan en Lieve houden zich bezig met vernielingen bij een bankmedewerker. Maar als de bankier dan ook nog verdwijnt, gaan alle seinen op rood.            |             |                     |                                      |                  |             |
| 7 | Hebzucht    | Victor Reinier      | Victor Reinier                       | 19 februari 2016 | 1.602.000   |
| Een zelfmoord zet het team op de proef; want is het wel zelfmoord? en is de bankier wel echt verdwenen? De man verdiende niet alleen geld voor de bank, maar hij en zijn vrienden werden er zelf ook flink beter van, is dat hem fataal geworden?                                                                      |             |                     |                                      |                  |             |
| 8 | RIP         | Pieter Walther Boer | Jan Harm Dekker & Henk Apotheker     | 26 februari 2016 | 1.358.000   |
| Een vrachtwagenchauffeur merkt dat hij stiekem cocaïne vervoert, hij meldt zich bij de rechercheurs om de daders op heterdaad te betrappen. Hein Berg gaat voor actie, maar dan gaat het frontaal mis. ondertussen is Stan bezig met de moord op Ben en heeft een verdachte in het vizier.                             |             |                     |                                      |                  |             |
| 9 | Gekooid     | Martin Schwab       | Jan Harm Dekker & Robert Jan Overeem | 4 maart 2016     | 1.403.000   |
| Een Poolse jonge vrouw wordt dood gevonden achter de kassen in het Westland. Ze is ernstig toegetakeld. Ze blijkt die avond daarvoor opgehaald te zijn met een dure auto. Stan krijgt eindelijk de mogelijkheid om Van Nieuwerbroek op te pakken maar of dat nou verstandig was?                                       |             |                     |                                      |                  |             |
| 10 | Schuld      | Martin Schwab       | Jan Harm Dekker & Henk Apotheker     | 11 maart 2016    | 1.352.000   |
| Van Nieuwerbroek moet worden vrijgelaten op last van Hein Berg. Kort daarna wordt hij vermoord, Stan wordt meteen hoofdverdachte van de moord. Stan ziet zijn kans om uit de cellengang te komen. Hij weet dat hij zijn collega's moet waarschuwen voor de valstrik maar schijnt te laat te komen...                   |             |                     |                                      |                  |             |

| Nr. | Titel           | Regisseur           | Scenario                             | Datum             | Kijkcijfers |
| --- | --------------- | ------------------- | ------------------------------------ | ----------------- | ----------- |
| 1 | De Rat          | Martin Schwab       | Henk Apotheker & Jan Harm Dekker     | 15 september 2017 | 1.114.000   |
| Lieve heeft een moordaanslag overleefd, dankzij officier van justitie Hein Berg. Wordt dat hem fataal? De dood gewaande Ben Slachter blijkt in werkelijkheid nog te leven. Esther en Dries krijgen te maken met een ontvoerde baby. De ontvoerders willen een miljoen, maar de echtgenoot doet erg vreemd.                                                |                 |                     |                                      |                   |             |
| 2 | Seriemoordenaar | Martin Schwab       | Raymond Kolsteren & Jan Harm Dekker  | 22 september 2017 | 1.300.000   |
| Er is een seriemoordenaar actief die jonge meisjes vermoordt, Dries krijgt zijn nichtje Sanne te logeren en die past helaas in het slachtofferpatroon van de moordenaar. Ben Slachter wordt aangehouden op beschuldiging van corruptie. Hij komt in hetzelfde huis van bewaring terecht als de van verkrachting beschuldigde Jort Wester.                 |                 |                     |                                      |                   |             |
| 3 | On line         | Martin Schwab       | Henk Apotheker & Jan Harm Dekker     | 29 september 2017 | 1.244.000   |
| Dries en Esther onderzoeken de verdwijning van een paar jongeren. Ondertussen onderzoeken Lieve en Stan een verkrachting die live is op Facebook. Maar Kunnen ze erachter komen waar dit plaatsvindt? |                 |                     |                                      |                   |             |
| 4 | All-in          | Pieter Walther Boer | Henk Apotheker & Jan Harm Dekker     | 6 oktober 2017    | 1.321.000   |
| Een serie overvallen heeft één deler: de bekende ex-voetballer Simeon Markus. Dries en Esther onderzoeken de dood van een vluchteling. Dries krijgt het aan de stok met zijn nieuwe commissaris. Ben ontdekt dat Jort Wester in de gevangenis een telefoon heeft.                                                                                         |                 |                     |                                      |                   |             |
| 5 | Claustrofobia   | Pieter Walther Boer | Bert Bouma & Henk Apotheker          | 13 oktober 2017   | 1.217.000   |
| Een lugubere vondst in een achtergelaten vrachtwagen brengt Stan, Lieve en Hein op het spoor van een groep mensensmokkelaars. Stan en Lieve vinden de daders, maar dan gaat het mis! Ondertussen verhinderen Dries en Esther dat een woedende vrouw haar man neer steekt, wat is de oorzaak. Hein Berg stelt ondertussen Ben Undercover in de gevangenis. |                 |                     |                                      |                   |             |
| 6 | Vlogger         | Pieter Walther Boer | Robert Jan Overeem & Jan Harm Dekker | 20 oktober 2017   | 1.025.000   |
| Stan en Lieve onderzoeken de dood van een wijkagent hij werd gefilmd door een treitervlogger. De wijkagent was op het spoor van een drugsbende, is dat hem fataal geworden? Dries en Esther komen in een inbraken onderzoek naar een vervelende arts tegen.                                                                                               |                 |                     |                                      |                   |             |
| 7 | Swap            | Martin Schwab       | Bert Bouma & Jan Harm Dekker         | 27 oktober 2017   | 1.167.000   |
| Stan en Lieve komen op een PD van een overval op een juwelier, waarbij dode viel. ondertussen wordt Dries tijdens het uitgaan geconfronteerd met een doorgedraaide vechtersbaas. Als Jort Wester vrijkomt, wordt hij opgewacht door de motorclub. Ben weet hem te redden. Jort vraagt Ben om hem te helpen met een grote RIP deal                         |                 |                     |                                      |                   |             |
| 8 | School          | Martin Schwab       | Henk Apotheker & Jan Harm Dekker     | 3 november 2017   | 1.247.000   |
| Stan en Lieve onderzoeken de moord op twee leden van de motorclub van Manfred. Tijdens een groot onderzoek naar drugshandel op een VMBO komt een oude bekende in beeld: de moordenaar van de dochter van Hein Berg HIJ besluit Ben Slachter in te zetten om de moordenaar in de val te lokken.                                                            |                 |                     |                                      |                   |             |
| 9 | Coma            | Pieter van Rijn     | Henk Apotheker & Jan Harm Dekker     | 10 november 2017  | 1.169.000   |
| Verpleegster Jenny die seriemoordenaar Jeffrey in de gaten hield is vermoord. Jeffrey is verdwenen, Ondanks betrokkenheid stort Dries zich op deze zaak. Esther wordt door haar man Jacco voor het blok gezet: hij wil dat ze ontslag neemt. Jort Wester heeft de medewerking van een corrupte douanier nodig voor zijn drugsimport.                      |                 |                     |                                      |                   |             |
| 10 | Slachter 2      | Pieter van Rijn     | Jan Harm Dekker                      | 17 november 2017  | 1.212.000   |
| Henri Houtman heeft de coke van Kim geript en probeert die te verkopen. Ben probeert de coke weer te bemachtigen. Stan en Lieve vertrouwen Ben niet helemaal. Dries en Esther jagen op de seriemoordenaar Jeffrey, die wraak wil op Dries' nichtje Sanne. Ondertussen gaat Ben achter Kim aan en dat was geen goed idee!                                  |                 |                     |                                      |                   |             |

| Nr. | Titel            | Regisseur           | Scenario                                           | Datum             | Kijkcijfers |
| --- | ---------------- | ------------------- | -------------------------------------------------- | ----------------- | ----------- |
| 1 | Kiki             | Pieter van Rijn     | Jan Harm Dekker                                    | 7 september 2018  | 1.063.000   |
| De dood van Ben Slachter en zijn verraad aan de collega's heeft diepe sporen nagelaten in het team. Een van de rechercheurs heeft overplaatsing aangevraagd en moet worden vervangen. Een jonge officier van justitie meldt zich met een witwasdossier bij Hein Berg. Korte tijd later blijkt ze vermoord. Daarnaast krijgt het team te maken met een groep hangjongeren die zich bezighoudt met drugshandel. |                  |                     |                                                    |                   |             |
| 2 | Diplomatiek      | Pieter van Rijn     | Bert Bouma & Jan Harm Dekker                       | 14 september 2018 | 1.051.000   |
| Een drugsdeal wordt verstoord door de binnenvallende politie, maar in een onoverzichtelijke situatie weet een van de criminelen te ontsnappen. Tijdens zijn vlucht komt het tot een schietpartij met een slachtoffer tot gevolg. De man weet een consulaat binnen te komen, wat leidt tot een diplomatieke rel. De rechercheurs zetten alles op alles om de crimineel aan te houden. |                  |                     |                                                    |                   |             |
| 3 | Explosief        | Pieter van Rijn     | Henk Apotheker & Jan Harm Dekker                   | 21 september 2018 | 1.066.000   |
| Stan heeft tot zijn eigen verbazing een buitenechtelijke affaire met de mooie Saskia. Als zij wordt bedreigd, roept ze zijn hulp in en brengt hem zo in een lastige situatie. Nieuwkomer Noucha komt er achter dat er bij een faillissement een lading springstof is ontvreemd. Dat is al gevaarlijk genoeg, maar dan komt ook nog eens de melding dat er een gevaarlijke jihadist in Rotterdam is ondergedoken. Terwijl er één team achter de jihadist aan zit, is Noucha niet gerust over de tips die tot deze jacht hebben geleid. |                  |                     |                                                    |                   |             |
| 4 | Mannen           | Martin Schwab       | Bert Bouma & Jan Harm Dekker                       | 28 september 2018 | 1.135.000   |
| Een mislukte plofkraak van twee jonge criminelen leidt tot een bendeoorlog in de Turkse onderwereld van Rotterdam, waarbij de leiders van twee concurrerende bendes worden gedood. Het onderzoek in de Turkse gemeenschap verloopt lastig maar de dode mannen blijken meer met elkaar gemeen te hebben dan aanvankelijk wordt aangenomen. Hein Berg heeft de dossiers van OvJ Kiki Ruijters overgenomen en krijgt te maken met Charlie, een jonge agente die is geïnfiltreerd in een jeugdbende. De bende die ook betrokken is bij het stalken van Saskia, de vriendin van Stan.                                                                    |                  |                     |                                                    |                   |             |
| 5 | Op de Korrel     | Martin Schwab       | Henk Apotheker & Jan Harm Dekker                   | 5 oktober 2018    | 1.120.000   |
| Saskia, de vriendin van Stan, verdwijnt. Stan weet dat ze bedreigd werd, maar hij weet niet precies door wie. Heeft haar voormalige vriend Frits Nekke er mee te maken? Er is geen tijd om het uit te zoeken, want de stad Rotterdam wordt geterroriseerd door een sluipschutter die koste wat kost moet worden opgespoord. Is het iemand die een wrok koestert tegen de gemeente, of gaat het om een verward persoon die in zijn eigen werkelijkheid leeft? Pas als het team ontrafelt wat de werkwijze van de schutter is, kunnen ze een val opzetten. Hein Berg regelt op een bijzondere manier een ontmoeting met de jonge infiltrante Charlie. |                  |                     |                                                    |                   |             |
| 6 | Oude Jongens     | Pieter Walther Boer | Jan Harm Dekker                                    | 12 oktober 2018   | 1.106.000   |
| Een groot hotel-restaurant wordt overvallen. Van de overvallers en buit ontbreekt ieder spoor. Onder de slachtoffers bevindt zich een zware crimineel. Al snel wordt duidelijk dat de overvallers de weg in het hotel goed kenden. De rechercheurs merken bovendien dat ze niet de enigen zijn die op de rovers jagen. Charlie heeft Hein ingelicht over de activiteiten van de jeugdbende, maar dreigt nu zelf slachtoffer te worden. |                  |                     |                                                    |                   |             |
| 7 | Hoogmoed         | Pieter Walther Boer | Willem Helwig, Raymond Kolsteren & Jan Harm Dekker | 19 oktober 2018   | 1.256.000   |
| De rechercheurs krijgen met een verongelukte directeur van een liefdadigheidsinstelling te maken. Al snel wordt duidelijk dat de directeur vermoord is en dat hij minder keurig leefde dan hij zich voordeed. Boekenonderzoek leert dat de directeur het niet al te nauw nam met de financiën. Hein Berg krijgt Frits Nekke's criminele tweelingbroer in het vizier. |                  |                     |                                                    |                   |             |
| 8 | Kunst en Leven   | Martin Schwab       | Bert Bouma & Jan Harm Dekker                       | 26 oktober 2018   | 1.356.000   |
| Tijdens de onthulling van een recent gerestaureerd kunstwerk overlijdt de restaurator. Hij blijkt te zijn vergiftigd, Was deze man wel het beoogde doelwit? De eerste moord maakt geen tongen los, al gauw volgt er een tweede moord. Dan komt Hein Berg in het vizier van de moordenaar en is het een race tegen de klok. |                  |                     |                                                    |                   |             |
| 9 | Bij Nader Inzien | Martin Schwab       | Henk Apotheker & Jan Harm Dekker                   | 2 november 2018   | 1.396.000   |
| Terwijl Stan en Dries op Egbert Nekke jagen, krijgen Esther en Noucha met een oude zaak van Esther te maken. De zaak van een jonge moeder die in haar eigen huis verkracht en mishandeld is door haar ex-vriend komt voor de rechtbank. Maar de oude verklaringen van de jonge moeder en haar ex lijken niet te kloppen. Terwijl Stan en Dries geen stap dichter bij Egbert zijn gekomen, krijgt Hein 's avonds bezoek van Frits Nekke. |                  |                     |                                                    |                   |             |
| 10 | Nekke            | Martin Schwab       | Rolf Koot & Jan Harm Dekker                        | 9 november 2018   | 1.220.000   |
| Iedereen is op zoek naar Hein en Charlie, maar die lijken van de aardbodem verdwenen. Het team besluit Maaike te gebruiken om Nekke aan te houden. Als dat mislukt, lijkt alles verloren. Totdat zich een getuige meldt en Dries en Esther bij het ouderlijke huis van Nekke zijn ouders uitkomen. |                  |                     |                                                    |                   |             |

| Nr. | Titel       | Regisseur           | Scenario                                           | Datum             | Kijkcijfers |
| --- | ----------- | ------------------- | -------------------------------------------------- | ----------------- | ----------- |
| 1 | Suïcide     | Pieter van Rijn     | Rolf Koot & Jan Harm Dekker                        | 13 september 2019 | 1.324.000   |
| Het team krijgt te maken met een gewelddadige gewapende overval op een geldwagen. De overvallers zijn niet bang om op omstanders en politie te schieten. Lukt het, het team de overvallers te overmeesteren?                                                                 |             |                     |                                                    |                   |             |
| 2 | Trofeeën    | Pieter van Rijn     | Bert Bouma & Jan Harm Dekker                       | 20 september 2019 | 1.348.000   |
| Een container met illegaal wild wordt onderschept in de Rotterdamse haven. Aan boord van de container bevindt zich een menselijke schedel. Aan het team om de zaak op te lossen.                                                                                             |             |                     |                                                    |                   |             |
| 3 | Granaat     | Pieter van Rijn     | Robert Jan Overeem & Jan Harm Dekker               | 27 september 2019 | 1.420.000   |
| Een granaat voor een kapperszaak zorgt voor een ongeluk. De meeste eigenaars uit de straat worden afgeperst. Of moet de dader in een andere hoek gezocht worden? |             |                     |                                                    |                   |             |
| 4 | Bedrogen    | Martin Schwab       | Martijn Leijen & Jan Harm Dekker                   | 4 oktober 2019    | 1.461.000   |
| Noucha en Dries onderzoeken de liquidatie van een ex-gevangene. Wie had er een motief om haar te doden? Dries en Esther onderzoeken de zelfmoord van een proftennisser. |             |                     |                                                    |                   |             |
| 5 | De Advocaat | Martin Schwab       | Jan Harm Dekker & Rolf Koot                        | 11 oktober 2019   | 1.448.000   |
| Een bekende rapper wordt na het bezoek aan zijn advocaat beschoten. Hij verdenkt zijn advocaat van dubbelspel. De advocaat is zijn leven niet zeker en wil bescherming. Esther en Dries krijgen te maken met een verkrachtingszaak. Maar Esther vertrouwt de aangiftes niet. |             |                     |                                                    |                   |             |
| 6 | Doreen      | Pieter Walther Boer | Henk Apotheker & Jan Harm Dekker                   | 18 oktober 2019   | 1.368.000   |
| Esther neemt ontslag en zoekt haar ex op bij de Amish geloofsgemeenschap. Stan, Noucha en Dries onderzoeken de dood van een zakenman. |             |                     |                                                    |                   |             |
| 7 | Overspel    | Pieter Walther Boer | Bert Bouma & Jan Harm Dekker                       | 25 oktober 2019   | 1.455.000   |
| Bij een inbraak verdwijnt de computer van Hein Berg, eenmaal later wordt hij teruggevonden met kinderporno erop. Berg wordt op non actief gezet en Hooi haalt zijn team van de zaak, Maar dat pikken ze niet en gaan zelf op onderzoek uit.                                  |             |                     |                                                    |                   |             |
| 8 | Tina        | Martin Schwab       | Willem Helwig, Raymond Kolsteren & Jan Harm Dekker | 1 november 2019   | 1.415.000   |
| Er wordt een aanslag op Robin gepleegd. Ze bekend bezig te zijn met een onderzoek naar Tina crystal meth. Dries en Noucha komen een groep Roemenen op het spoor, en terwijl Robin haar eigen onderzoek doet loopt het uit de hand...                                         |             |                     |                                                    |                   |             |
| 9 | Fatum       | Martin Schwab       | Robert Jan Overeem & Jan Harm Dekker               | 8 november 2019   | 1.477.000   |
| Noucha redt het leven van crimineel. Stan geeft haar aan dat het een gezochte vrouwenhandelaar is. Ondertussen komt Esther in de problemen bij de sekte van Daniel. |             |                     |                                                    |                   |             |
| 10 | Armageddon  | Martin Schwab       | Henk Apotheker & Jan Harm Dekker                   | 15 november 2019  | 1.408.000   |
| De aanval op het internet is geslaagd! Maar Daniel heeft echter plan B. Hij dreigt de kinderen voorzien van bomvesten, op te blazen. Esther wil dat voorkomen en gaat het gevecht met hem aan.                                                                               |             |                     |                                                    |                   |             |

| Nr. | Titel            | Regisseur             | Scenario                                          | Datum             | Kijkcijfers |
| --- | ---------------- | --------------------- | ------------------------------------------------- | ----------------- | ----------- |
| 1 | Big Pharma       | Martin Schwab         | Henk Apotheker & Jan Harm Dekker                  | 3 september 2021  | 849.000     |
| Verschillende medewerkers van een laboratorium komen bij een aanslag om het leven. Aan het team de zaak om het te onderzoeken. Dries mag weer aan het werk na een moeizaam revalidatietraject. Wanneer hij eindelijk weer aan het werk mag, blijkt dat Esther een nieuwe partner heeft. |                  |                       |                                                   |                   |             |
| 2 | Tunnelvisie      | Martin Schwab         | Henk Apotheker & Jan Harm Dekker                  | 10 september 2021 | 859.000     |
| Als de laatste laborant, die het eigenlijke doelwit was, samen met Laura is vermoord, wordt het onderzoek overgenomen door de Rijksrecherche. Die geloven echter dat de laborant zelf de dader is, en geven Esther de schuld. Ondertussen onderzoekt het team de testkliniek en daar schijnen nog meer doden bij betrokken te zijn. Hein bevraagt een bevriende chemicus over Alkaloïde 3.91.                                         |                  |                       |                                                   |                   |             |
| 3 | Eigenrichting    | Annemarie van de Mond | Robert Jan Overeem & Jan Harm Dekker              | 17 september 2021 | 1.634.000   |
| De hoofdredacteur van een goed bezochte nieuwssite wordt doodgeslagen gevonden. Onderzoek leert dat hij onderzoek deed naar diverse schandalen, onder andere in de afvalverwerking. Het is aan de rechercheurs om uit te vinden of dit hem fataal is geworden of dat er toch iets anders aan de hand is. |                  |                       |                                                   |                   |             |
| 4 | Diaghilev        | Annemarie van de Mond | Bert Bouma & Jan Harm Dekker                      | 24 september 2021 | 1.337.000   |
| De tangopartner van Hein Berg, een galeriehoudster, wordt voor zijn ogen ontvoerd. Ze duikt snel weer op, maar het is onduidelijk wat er is gebeurd. De rechercheurs moeten in de wereld van de (gestolen) kunst duiken om de ware toedracht te achterhalen. Intussen krijgt Noucha een vervelend bericht. |                  |                       |                                                   |                   |             |
| 5 | Verkeerd Bezorgd | Annemarie van de Mond | Peter Capel & Jan Harm Dekker                     | 1 oktober 2021    | 899.000     |
| Twee verschillende moorden blijken beiden gelinkt aan elkaar, beide slachtoffers hadden per ongeluk wasmachines met cocaïne in hun bezit. Aan de rechercheurs om het laatste slachtoffer te redden. Dries gaat door het lint tijdens een aanhouding, en Noucha vertelt aan Stan dat haar moeder ziek is. |                  |                       |                                                   |                   |             |
| 6 | Rechtsstaat      | Annemarie van de Mond | Bert Bouma & Jan Harm Dekker                      | 8 oktober 2021    | 823.000     |
| De advocaat van een kroongetuige wordt op straat doodgeschoten. Het proces tegen een grote crimineel loopt hierdoor zware vertraging op, en de advocaat van de verdachte wil hem vrijpleiten. Ondertussen loopt de schutter nog vrij rond, en hij is nog meer van plan. Noucha hoort dat haar moeder is overleden. |                  |                       |                                                   |                   |             |
| 7 | Asiel            | Martin Schwab         | Lotta Magnusson & Jacqueline Rogers               | 15 oktober 2021   | 900.000     |
| Bij een bedrijf in de haven wordt het lijk van een werknemer in een container met diepgevroren garnalen aangetroffen. Niet lang geleden werd een lading cocaïne in het bedrijf onderschept. Heeft het slachtoffer hiermee te maken? Een vermoorde asielzoeker leidt de rechercheurs naar de burgeroorlog in Syrië. |                  |                       |                                                   |                   |             |
| 8 | Rex              | Martin Schwab         | Robert Tetteroo, Henk Apotheker & Jan Harm Dekker | 22 oktober 2021   | 747.000     |
| Een brute liquidatie leidt Stan en Noucha naar een gewelddadige handelaar in chrystal meth, die alleen met een pseudokoop kan worden aangepakt. Noucha meldt zich daarvoor. Esther en Dries onderzoeken de moord op een Oekraïense pakketbezorger. Was hij een hardwerkende vader, of hielp hij de gewelddadige rebellen in zijn geboorteland?                                                                                        |                  |                       |                                                   |                   |             |
| 9 | Vicogo           | Martin Schwab         | Henk Apotheker & Jan Harm Dekker                  | 29 oktober 2021   | 823.000     |
| Het onderzoek naar de moord op de laborante en rechercheur Laura is eindelijk door de Rijksrecherche afgerond. Esther krijgt de schuld, zij zou de laborante niet hebben gefouilleerd en zo is het moordwapen in het safehouse terecht gekomen. Stan en Noucha moeten een moord in de drillrapscene oplossen, terwijl ze daarnaast proberen de gaten in het onderzoek van de Rijksrecherche te vinden.                                |                  |                       |                                                   |                   |             |
| 10 | Endgame          | Martin Schwab         | Henk Apotheker & Jan Harm Dekker                  | 5 november 2021   | 876.000     |
| Noucha en Stan hebben ternauwernood de aanval van moordenaar Travis overleefd. Hen is nu duidelijk dat het pilletje dat de laborante heeft onderzocht, de sleutel is tot de oplossing. Het medische bedrijf wilde een mislukt experiment verdoezelen, ten koste van alles. Dries is eindelijk eerlijk tegen Esther en draagt bij aan het opsporen van Travis. Maar als Esther wordt vrijgepleit, dreigt Dries zijn baan te verliezen. |                  |                       |                                                   |                   |             |

| Nr. | Titel            | Regisseur     | Scenario                                    | Datum             | Kijkcijfers |
| --- | ---------------- | ------------- | ------------------------------------------- | ----------------- | ----------- |
| 1 | Koshi & Harm     | Martin Schwab | Henk Apotheker & Jan Harm Dekker            | 26 augustus 2022  | 909.000     |
| Koshi Muchumba en haar buddy Harm zijn betrokken bij een drugsuithaal in de Rotterdamse haven. Als hun opdrachtgevers worden overvallen, weten ze te ontsnappen met honderd kilo coke. Dries heeft zijn belofte gehouden door in therapie te gaan en werkt hard aan zichzelf. Hein wordt tijdens zijn lunch aangesproken door een gemeenteraadslid die zich grote zorgen maakt om de invloed van een criminele organisatie in de gemeentepolitiek en het stadsbestuur.                                                 |                  |               |                                             |                   |             |
| 2 | Challenge        | Martin Schwab | Henk Apotheker & Jan Harm Dekker            | 2 september 2022  | 1.102.000   |
| Koshi komt in beeld bij Noucha en Stan als er een aanslag wordt gepleegd op een jeugdhulpverlener uit het tehuis waar ze verblijft. De brute moord op het gemeenteraadslid leidt tot het onderzoeken en aanpakken van de criminele familie Visser. Paul Beijerland, onderzoeker van ondermijning bij de landelijke politie, komt het team versterken. |                  |               |                                             |                   |             |
| 3 | Big Data         | Martin Schwab | Johan Paul de Vrijer & Jan Harm Dekker      | 9 september 2022  | 1.103.000   |
| De strijd van milieuactivisten tegen een Nederlands databedrijf leidt tot moord en doodslag, tot het onderzoek een verrassende wending neemt. Koshi en Harm komen steeds meer in de problemen vanwege de honderd kilo coke die ze hebben meegenomen en Harm pleit ervoor om het spul zo snel mogelijk terug te geven. De vraag is alleen aan wie. |                  |               |                                             |                   |             |
| 4 | Zuivere Koffie   | Martin Schwab | Robert Jan Overeem & Jan Harm Dekker        | 16 september 2022 | 957.000     |
| De vondst van een wapenzending in een doos die volgens het opschrift koffie bevat, leidt naar een hippe koffiebranderij die innige banden met Zuid-Amerika blijkt te hebben. Het onderzoek naar de criminele familie Visser verloopt stroef. De familie lijkt te weten dat ze onder het vergrootglas liggen. Koshi wordt hardhandig geconfronteerd met Arjan Visser, de absolute baas van de familie. Hij maakt aanspraak op de coke die zij heeft gestolen.                                                           |                  |               |                                             |                   |             |
| 5 | Deepfake         | Martin Schwab | Max van Olden & Jan Harm Dekker             | 23 september 2022 | 1.099.000   |
| Een rechter die op het punt staat een corrupte ambtenaar te veroordelen, wordt gechanteerd met een dubieuze sekstape van haar dochter. Koshi heeft op weergaloze wijze de schuld van het stelen van de coke op haar schurkachtige baas weten te schuiven en mag als beloning zijn positie in een bedrijf van de familie Visser innemen. |                  |               |                                             |                   |             |
| 6 | Recalcitrant     | Martin Schwab | Henk Apotheker, Jan Harm Dekker & Rolf Koot | 30 september 2022 | 1.107.000   |
| De moord op twee jonge vrouwen leidt naar een dumping van drugsafval, tot grote tevredenheid van de bewoner van een privé-eiland in het natuurgebied waar de dumping plaatsvindt. In het team dat de familie Visser onderzoekt, ontstaat tweespalt. Paul Beijerland wil de corrupte contacten van de familie in het bestuursapparaat aanpakken, Hein wil bewijs tegen de criminele hoofdrolspelers verzamelen. |                  |               |                                             |                   |             |
| 7 | Bare Knuckle     | Martin Schwab | Bert Bouma & Jan Harm Dekker                | 7 oktober 2022    | 1.002.000   |
| De strijd tussen twee gewelddadige buurtbendes, de Park Mob en de Streetsoldiers, leidt tot de verdwijning van een veelbelovende MMA-vechter. Zijn vriendin, die klem zit tussen beide groepen, is de enige die met Dries en diens nieuwe partner Carolien durft te praten. Notaris Zeilstra lijkt een facilitator van de criminele familie Visser te zijn, maar zijn positie beschermt hem voorlopig tegen een grondig onderzoek. Totdat Carolien ontdekt dat hij de criminele winsten van de familie Visser afroomt. |                  |               |                                             |                   |             |
| 8 | Au Pair          | Martin Schwab | Robert Jan Overeem & Jan Harm Dekker        | 14 oktober 2022   | 1.212.000   |
| Het lichaam van een jonge au pair wordt aangetroffen op een homo-ontmoetingsplaats. Zowel de bemiddelde Rotterdamse familie voor wie hij werkte als het bemiddelingsbureau dat hem naar Europa heeft gehaald, hadden geen idee van zijn geaardheid. Koshi en Harm hebben het gedurfde plan opgevat om een grote cokedealer van zijn criminele winsten te beroven. Notaris Zeilstra wil aan de wraak van de familie Visser ontsnappen door kroongetuige te worden.                                                      |                  |               |                                             |                   |             |
| 9 | Klapdag          | Martin Schwab | Henk Apotheker & Jan Harm Dekker            | 21 oktober 2022   | 1.100.000   |
| Arjan Visser is bezig met een grote coke-import, maar zijn financiële tegoeden zijn bevroren na de dood van notaris Zeilstra. Hij is gedwongen om de hulp in te roepen van Koshi. Zij heeft de cash die hij nodig heeft. Hein Bert krijgt lucht van de deal van Arjan. Het is de kans om te bewijzen dat hij persoonlijk zijn criminele zaken aanstuurt. Als het Hajo lukt om Arjans telefoonsysteem te kraken, ziet hij zijn kans.                                                                                    |                  |               |                                             |                   |             |
| 10 | Follow the money | Martin Schwab | Henk Apotheker & Jan Harm Dekker            | 28 oktober 2022   | 1.190.000   |
| Nadat het team in de val van Arjan Visser is getrapt, lijkt het zeker dat er een verrader in hun midden is. Hein Berg heeft een idee wie dat moet zijn, en zet op zijn beurt een val op. Koshi en Harm zijn op zoek naar Arjan om hun geld terug te krijgen en kruisen zo het pad van het team dat een uiterste poging doet om Arjan te pakken te krijgen. Hij is de centrale man die alles aanstuurt. Als hij ten val komt, valt zijn organisatie.                                                                    |                  |               |                                             |                   |             |

| Nr. | Titel            | Regisseur       | Scenario                                           | Datum             | Kijkcijfers |
| --- | ---------------- | --------------- | -------------------------------------------------- | ----------------- | ----------- |
| 1 | Transplantatie   | Martin Schwab   | Henk Apotheker en Jan Harm Dekker                  | 15 september 2023 | 1.079.000   |
| Dries en Carolien raken betrokken bij een levensbedreigende situatie waarbij iemand wordt gedood. Het overige team snelt te hulp, maar de dader weet te ontsnappen. Ondertussen gaan Stan en Noucha op zoek naar een dokter die op illegale wijze een nier heeft verwijderd bij een Nigeriaanse immigrant. Tijdens hun onderzoek ontdekken ze een connectie met de aanval op Dries en Carolien.             |                  |                 |                                                    |                   |             |
| 2 | Klokkenluider    | Martin Schwab   | Henk Apotheker en Jan Harm Dekker                  | 22 september 2023 | 1.073.000   |
| Carolien komt in contact met een boeiende man via een dating-app, maar de volgende dag belandt ze door hem in een lastige situatie. Ondertussen moeten Dries en Carolien ook de moord op een klokkenluider onderzoeken, die beweert dat er illegaal Russische olie de haven wordt binnengebracht. Daarnaast begint Hein Berg zijn eigen onderzoek naar de dood van Paul Beijerland.                         |                  |                 |                                                    |                   |             |
| 3 | Obsessie         | Martin Schwab   | Henk Apotheker en Jan Harm Dekker                  | 29 september 2023 | 1.187.000   |
| Hein en Hermine Monserrat bundelen hun krachten om de dood van Paul Beijerland te onderzoeken. Terwijl Hermine zich in de Nigeriaanse Freeland Church infiltreert, bekijkt Hein of er leden van het team zijn die chantabel zijn, aangezien er vermoedens zijn dat iemand Paul heeft verraden. Tegelijkertijd werkt het team aan het onderzoek naar de moord op een voormalig directielid van Blik Finance. |                  |                 |                                                    |                   |             |
| 4 | Valse bewegingen | Martin Schwab   | Henk Apotheker en Jan Harm Dekker                  | 6 oktober 2023    | 1.139.000   |
| Hermine merkt op dat de Freeland Church meer activiteiten ontplooit dan enkel religieuze diensten organiseert. Hein stuit op de datingactiviteiten van Carolien, wat haar kwetsbaar maakt voor chantage. Ondertussen ontmoeten Noucha en Stan een oude bekende tijdens hun onderzoek naar de dood van een verkoper van PGP-telefoons.                                                                       |                  |                 |                                                    |                   |             |
| 5 | Stalker          | Mark van Eeuwen | Henk Apotheker en Max van Olden                    | 20 oktober 2023   | 1.172.000   |
| Na zijn optreden heeft zanger Ries een gewelddadige confrontatie met een fan die hem stalkt. Wanneer die vrouw de volgende dag dood wordt aangetroffen, beweert Ries dat hij zich niets herinnert. Hein en Hermine ontdekken aanwijzingen dat Beatrice Rosenkrantz en Tommy M'Butu van de Freeland Church mogelijk betrokken zijn bij de dood van Paul Beijerland.                                          |                  |                 |                                                    |                   |             |
| 6 | Hein Berg        | Martin Schwab   | Henk Apotheker, Jan Harm Dekker en Rolf Koot       | 27 oktober 2023   | 1.048.000   |
| Hein Berg wordt wakker naast het vermoorde lichaam van Hermine Monserrat en roept de hulp in van Orlando Hooi. Hij heeft geen idee wat er is gebeurd en wordt aangehouden door de rijksrecherche. Als het team de feiten probeert te achterhalen, ontdekken ze dat Hein hen allen in staat acht tot het lekken van informatie.                                                                              |                  |                 |                                                    |                   |             |
| 7 | Nederland eerst! | Martin Schwab   | Bert Bouma en Jan Harm Dekker                      | 3 november 2023   | 1.196.000   |
| De rechercheurs krijgen te maken met de ontvoering van de vriendin van de financier van een politieke partij. Hein is door de inspanningen van het team vrijgepleit van betrokkenheid bij de dood van Hermine. De scheiding van zijn vrouw Gertie eist zijn tol van Stan. Zeker als Gerties nieuwe beste vriendin eisen begint te stellen.                                                                  |                  |                 |                                                    |                   |             |
| 8 | Identiteit       | Martin Schwab   | Lidewij Martens, Jan Harm Dekker en Henk Apotheker | 10 november 2023  | 1.255.000   |
| De moord op een jongen leidt naar een moeder en dochter die beweren nergens mee te maken te hebben. Pas als de vader opduikt, blijkt dat ze alles met de dood van het vriendje te maken hebben. Beatrice Rosenkrantz blijkt verantwoordelijk voor de moord op Hermine. Gertie roept de hulp van Stan in. |                  |                 |                                                    |                   |             |
| 9 | Verleden         | Martin Schwab   | Henk Apotheker en Jan Harm Dekker                  | 17 november 2023  | 1.193.000   |
| Stan krijgt een groot probleem als hij Gertie probeert te helpen. Het onderzoek van Hein naar het verleden van Noucha heeft grote gevolgen voor haar. Dries en Carolien proberen een oud skelet te identificeren. Eenmaal gelukt, treffen ze een onverwachte verrassing. |                  |                 |                                                    |                   |             |
| 10 | Judas            | Martin Schwab   | Henk Apotheker, Jan Harm Dekker en Rolf Koot       | 24 november 2023  | 1.131.000   |
| Na de dood van Gertie, is Stan opgepakt. Het is team overtuigd er is inderdaad een verrader in hun midden. Als ze op zoek gaan naar Beatrice, vinden ze de informant. Op eigen houtje gaan Stan, Noucha, Dries en Carolien achter de informant aan. en dat is niet zonder gevaar! |                  |                 |                                                    |                   |             |